# Royal College of Surgeons of England
Das Royal College of Surgeons of England (RCSE) ist der Berufsverband der Chirurgen von England und Wales.

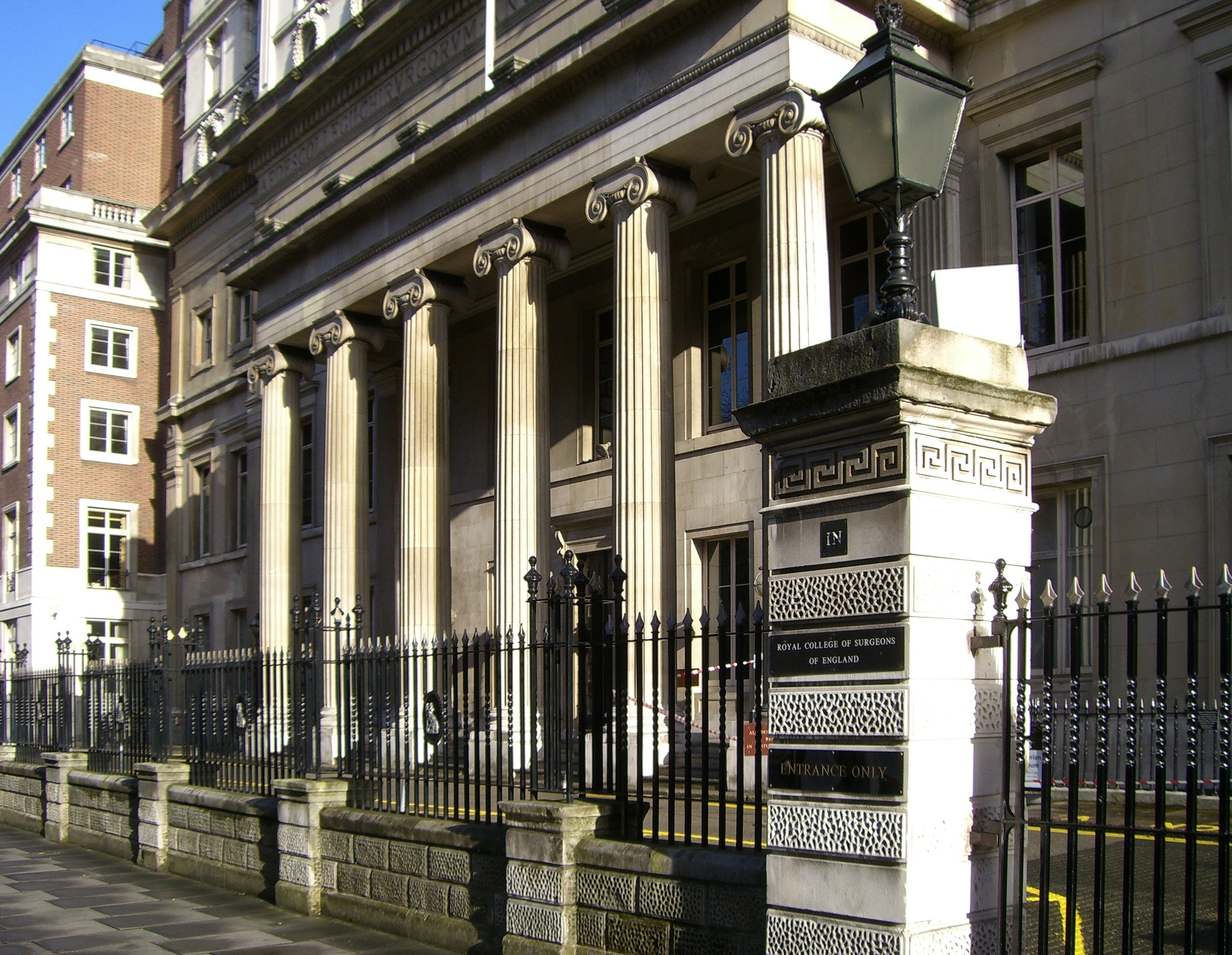
Royal College of Surgeons of England, Lincolns Inn Field

## Organisation
Die Ärzte sind in Großbritannien im Royal College of Physicians (RCP) organisiert, und es gibt noch weitere Verbände wie das Royal College of Obstetricians and Gynaecologists. Die Chirurgen in Schottland organisieren sich traditionell im Royal College of Surgeons of Edinburgh oder im Royal College of Physicians and Surgeons of Glasgow, in Irland im Royal College of Surgeons in Ireland. Das RCS nimmt Prüfungen ab, die in Großbritannien nach mindestens vier Jahren Facharztausbildung in Chirurgie als Qualifikation für die Tätigkeit als Chirurg dienen. Insbesondere sind das die Prüfungen zum Mitglied (Member) des RCS (MRCS) und zum Fellow (FRCS), wobei die Titel auch von den oben erwähnten drei anderen Colleges für Chirurgie in Großbritannien und Irland vergeben werden können. Zusätzlich gibt es spezialisierte Titel zum Beispiel für Urologie oder Orthopädie.
Fellows und Mitglieder des RCS werden mit Mr (Mister) bzw. Mrs, Ms, Miss bei Frauen angesprochen, nicht mit Doktor, auch wenn sie zuvor den medizinischen Doktortitel erworben haben. Die Regelung stammt noch aus der Zeit, als Chirurgen mit den Barbieren in einer Zunft waren und nicht mit den Ärzten. Die Anrede hat die Form eines Titels. Ähnliches gilt in einigen Ländern des Commonwealth, aber zum Beispiel nicht für alle Chirurgen in Schottland (dort richtet es sich nach der Fachrichtung).
Zum RCS gehören auch die Fakultäten für Zahnärzte (Faculty of General Dental Practice) und Kieferchirurgen (Faculty of Dental Surgery). Die Anästhesisten gehören seit 1988 zum Royal College of Anaesthetists.

## Geschichte
Der einflussreiche Verband wurde im 14. Jahrhundert als Gilde der Chirurgen der Stadt London (Guild of Surgeons within the city of London) gegründet. Da chirurgische Tätigkeiten auch von den Barbieren in der Worshipful Company of Barbers ausgeübt wurden, gab es zwei Verbände, die 1540 unter Heinrich VIII. zur Company of Barber-Surgeons vereinigt wurden. 1745 trennten sich beide Berufszweige wieder (und im selben Jahr entstand in London das College of Surgeons). 1800 erhielt die Company of Surgeons eine Bestätigung durch den König und wurde das Royal College of Surgeons of London, seit 1843 Royal College of Surgeons of England.
Sitz ist seit 1797 in Lincoln’s Inn Field in London. Das ursprüngliche Gebäude, entworfen von George Dance dem Jüngeren und gebaut von 1805 bis 1813, wurde wegen Baumängeln ab 1833 durch einen Neubau des Architekten Charles Barry ersetzt. Das Gebäude wurde bei einem deutschen Luftangriff durch eine Brandbombe 1941 stark zerstört, wobei die Hälfte der bis dahin angesammelten rund 12.000 pathologischen Präparate zerstört wurden; nur die von Dance gestaltete Fassade (Portikus) und die Bibliothek blieben erhalten.
Dem College gehört das Hunterian Museum (ebenfalls Lincolns Inn Field), mit der Sammlung des Chirurgen John Hunter, die 1799 für 15.000 Pfund Sterling vom britischen Parlament gekauft und dann dem 1800 neu konstituierten Royal College of Surgeons of England anvertraut wurde, als Kern. Erweitert wurde sie unter anderem durch die Sammlung von Richard Owen. Dort ist unter anderem das Skelett des rund 2,3 m hohen irischen Riesen Charles Byrne (1761–1783) ausgestellt. Das Hunterian Museum wurde zu einem Studienzentrum, das – insbesondere auf dem Gebiet dem Pathologie – im 19. Jahrhundert die Ausbildung von Ärzten und die Forschung anregte. Auch später diente die von der Wellcome Foundation unterstützte Sammlung wieder der Ausbildung junger Ärzte durch das Royal College.

## Preise
- Lister Medal, seit 1924
- Honorary Gold Medal, unregelmäßig seit 1802 verliehen.
- Bronze-Medaille, seit 1957 jährlich zusammen mit dem RCP und dem Royal College of Obstetricians and Gynaecologists vergeben für herausragende photographische Arbeiten in der Medizin.
- Wood Jones Medal, seit 1975 als Preis in Anatomie vergeben.
- Bradshaw Lecture, seit 1875 alle zwei Jahre gehalten (abwechselnd mit der Hunterian oration). Es gibt auch eine gleichnamige Bradshaw Lecture des Royal College of Physicians.
- Hunterian Oration, seit 1813. Sie wird seit 1853 alle zwei Jahre von einem FRCS gehalten, im Wechsel mit der Bradshaw Lecture.[9]
- Clement Price Award, seit 1958 alle drei Jahre vergeben.
- Cheselden Medal, seit 2009 vergeben in unregelmäßigem Abstand. Sie ist eine der höchsten Auszeichnungen der Gesellschaft.